# Martin Peltier de Belfort
Pour les articles homonymes, voir Peltier et Belfort (homonymie).

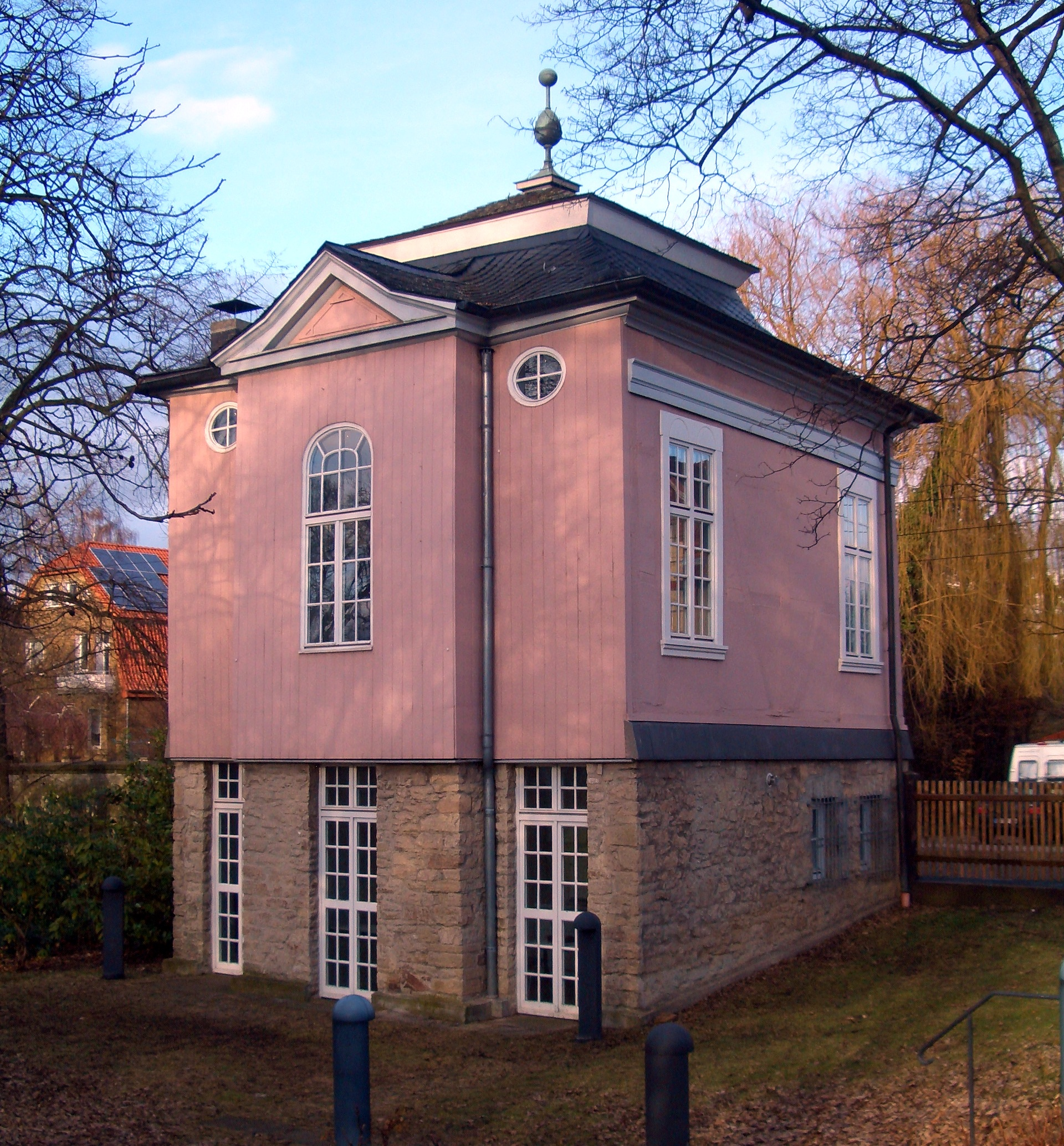
Pavillon de style rococo à Stöckheim (Brunswig), architecte : Martin Peltier de Belfort

Martin Peltier de Belfort, né en pays wallon (Pays-Bas autrichiens) à une date inconnue et décédé en 1769, est un ingénieur et architecte.

## Biographie
Martin Peltier de Belfort émigre dans d'autres territoires du Saint-Empire, notamment dans la principauté de Brunswick-Wolfenbüttel où il devient un important représentant du style rococo. Il est nommé en 1744 architecte du prince Charles Ier.